# Pliny Horne
Pour les articles homonymes, voir Horne.
Pliny Horne, né le 23 mai 1891 au Connecticut et décédé le 17 octobre 1966 à Los Angeles (Californie), est un directeur de la photographie américain de l'époque du cinéma muet.
Il est aussi connu sous les noms Pliny Horn, P.W. Horne ou Pliny W. Horne

## Filmographie
- 1917 Fanatics de Raymond Wells
- 1917 Fighting Back  de Raymond Wells
- 1917 The Spindle of Life de George Cochrane
- 1917 The Hero of the Hour de Raymond Wells
- 1918 The Secret Code de Albert Parker
- 1918 Shifting Sands de Albert Parker
- 1918 Who Is to Blame? de Frank Borzage
- 1918 Au-dessus des lois (An Honest Man) de Frank Borzage
- 1918 Society for Sale de Frank Borzage
- 1918 Innocent's Progress de Frank Borzage
- 1918 The Hard Rock Breed de Raymond Wells
- 1918 Le Premier Pas (The Shoes That Danced) de Frank Borzage
- 1918 La Fille du ranch (The Gun Woman) de Frank Borzage
- 1918 The Flames of Chance de Raymond Wells
- 1918 The Man Above the Law de Raymond Wells
- 1919 Prudence on Broadway de Frank Borzage
- 1919 : L'Empreinte (The Fire Flingers) de Rupert Julian
- 1925 The Circus Cyclone d'Albert S. Rogell